# أرشتناب (قوريغل)
أرشتناب (بالفارسية: ارشتناب) هي مستوطنة تقع في إيران في قسم قوريغل الريفي. يقدر عدد سكانها بـ 182 نسمة .